# Labason
Labason is een gemeente in de Filipijnse provincie Zamboanga del Norte op het eiland Mindanao. Bij de laatste census in 2007 had de gemeente ruim 40 duizend inwoners.

## Geografie

### Bestuurlijke indeling
Labason is onderverdeeld in de volgende 20 barangays:
| - Antonino - Balas - Bobongan - Dansalan - Gabu - Gil Sanchez - Imelda - Immaculada - Kipit - La Union | - Lapatan - Lawagan - Lawigan - Lopoc - Malintuboan - New Salvacion - Osukan - Patawag - San Isidro - Ubay |

## Demografie
Labason had bij de census van 2007 een inwoneraantal van 40.420 mensen. Dit zijn 6.892 mensen (20,6%) meer dan bij de vorige census van 2000. De gemiddelde jaarlijkse groei komt daarmee uit op 2,61%, hetgeen hoger is dan het landelijk jaarlijks gemiddelde over deze periode (2,04%). Vergeleken met de census van 1995 is het aantal mensen met 11.905 (41,7%) toegenomen.

De bevolkingsdichtheid van Labason was ten tijde van de laatste census, met 40.420 inwoners op 169,58 km², 238,4 mensen per km².